# Planeta ctónico

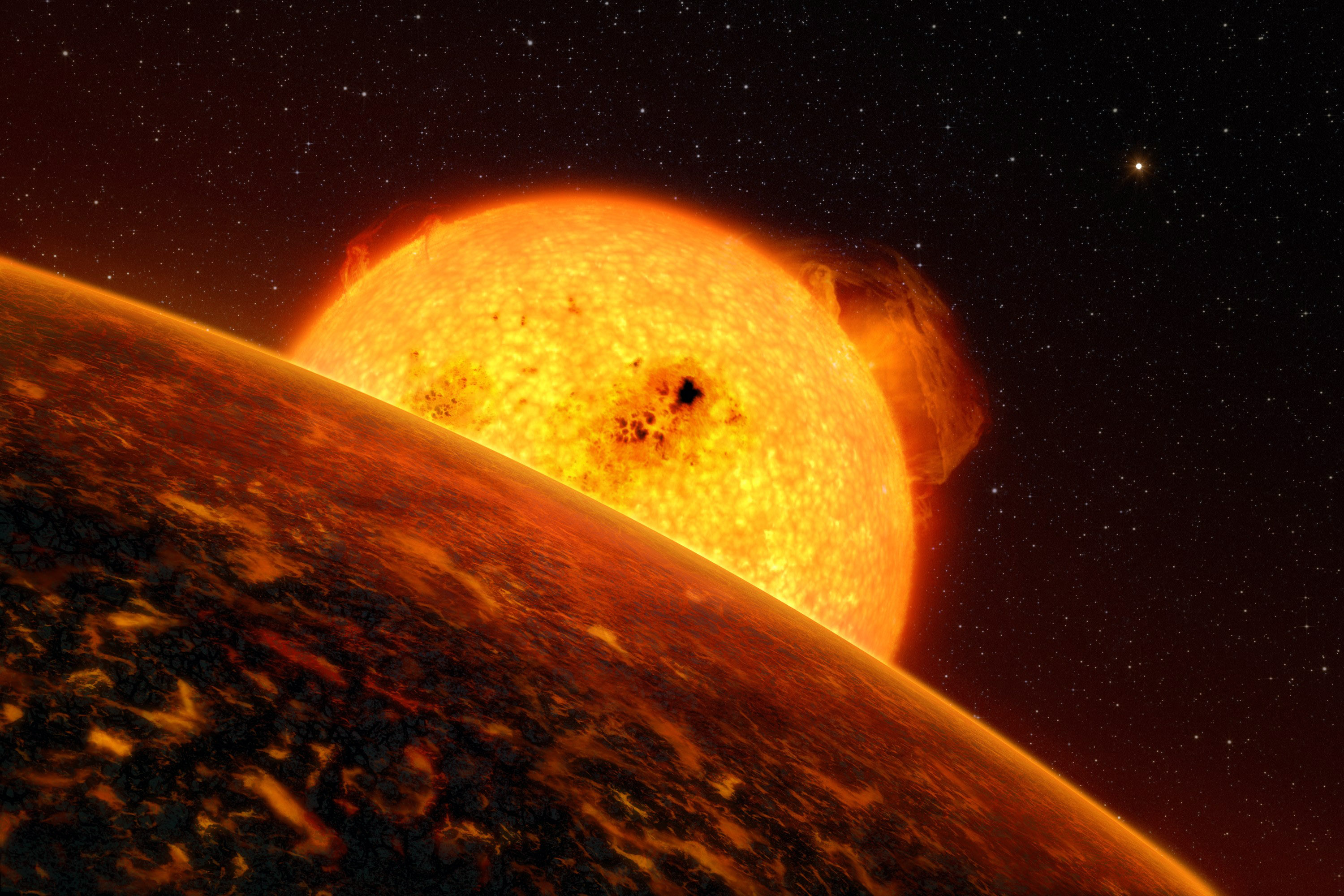
Representação artística de CoRoT-7b

Um planeta ctónico (português europeu) ou planeta ctônico (português brasileiro), também conhecido por planeta ctoniano, é um planeta gasoso gigante com a atmosfera de hidrogénio e hélio removida devido a se aproximar demasiado da estrela que orbita. O núcleo metálico ou rochoso fica a descoberto, o que lembraria um planeta telúrico em vários aspectos.
Osíris é um exemplo de um planeta que se está a transformar em planeta ctónico num futuro próximo. Não foram descobertos outros planetas nesta situação.
A palavra ctónico (de divindade ctónica) vem de Chthonia  que significa "da Terra" em grego.